# Horn River
Horn River är ett vattendrag i Kanada.   Det ligger i territoriet Northwest Territories, i den centrala delen av landet, 3 200 km nordväst om huvudstaden Ottawa.
Trakten runt Horn River är nära nog obefolkad, med mindre än två invånare per kvadratkilometer.